# ليتو شيبارد
ليتو شيبارد (بالإنجليزية: Lito Sheppard)‏ هو لاعب كرة قدم أمريكية أمريكي، ولد في 8 أبريل 1981 في جاكسونفيل في الولايات المتحدة.

## وصلات خارجية
- ليتو شيبارد على موقع مرجع كرة القدم المحترفة.كوم (الإنجليزية)